# 沼田喜三郎
沼田 喜三郎（ぬまた きさぶろう、天保5年3月6日（1834年4月14日） - 大正12年（1923年）12月7日）は、北海道へ開拓民として渡り事業に成功した後、明治27年（1894年）に故郷より18戸を伴って移住し、雨竜郡沼田町の開祖となった人物。

## 生い立ち
越中国砺波郡新西嶋村（現在の富山県小矢部市新西）の甚三郎の三男として生まれた。12歳で大工の徒弟となり、14歳で庄下村矢木（現在の富山県砺波市矢木）の豪農「根尾家」に奉公人として入り、主人の供をして江戸に出て染工となった。26歳の時、帰郷し、農業に専心。明治元年（1868年）、新西嶋村に分家した。

## 沼田町開拓の経緯
明治15年（1882年）、喜三郎49歳の時、妻子を残し初めて北海道に渡った。小樽で大工の腕を生かして妙見川に水車をかけ越中米の精米をはじめた。明治24年（1891年）には合資会社「共成」を起し、その後、札幌に進出、明治37年（1904年）には資本金100万円という東京以北では最大の精米メーカーとなり、小樽の豪商の一人に数えられるまでとなった。北海道では開拓当初、米作は禁止されたが、やがて道産米が出回るようになると精米だけでは商売が成り立たなくなっていった。しかしそれ以前の、明治26年（1893年）、華族農場解散の際に、華族組合の一員であった大谷光宝（伯爵、東本願寺）を説いて、大谷の名義で現在の沼田町に雨竜本願寺農場として1千余万坪の貸付を受け、資本金十万円の開墾委託株式会社を組織した。自ら社長となり、翌明治27年（1894年）に故郷である富山県砺波地方から18戸の移住を勧誘して、沼田町の基礎を築いた。大正11年（1922年）、喜三郎翁の苗字にちなんで村の呼称を沼田村と定めた。
現在この縁で沼田町と小矢部市は、平成13年（2001年）8月24日に友好姉妹都市を提携している。